# Cătălin Anghel
Cătălin Anghel (Konstanca, 1974. október 4. –) román labdarúgó, edző.

## Pályafutása

### Klubcsapatokban
Anghel hazájában, a Farul Constanțában kezdte a pályafutását. Ezután Moldovában játszott, majd 1997-ben Magyarországra igazolt a BVSC és KaposváriRákóczi csapatát erősítette. A 2003–04-es szezonban az ukrán első ligás Stal Alchevsk csapatához került, és segített a klubnak eljutni az ukrán kupa negyeddöntőjébe. Pályafutása végén Kazahsztánba igazolt, az Jertisz Pavlodarhoz, ahol 2 évet töltött el.

### Edzőként
Visszavonulása után a CSO Ovidiu (2007–2009) és a Viitorul Constanța (2009–2013) vezetőedzőjeként dolgozott. 2015 és 2021 között a Viitorul Constanța, 2021-ben a Farul Constanța segédedzője volt.